# Hangar 18
Hangar 18 hrvatski je proizvođač pametnih telefona iz Koprivnice. Poznat je svojoj seriji pametnih telefona NOA.

## Povijest
Hangar 18 osnovan je u Koprivnici 2005. godine kao malo obiteljsko poduzeće.
Godine 2014. tvrtka je plasirala vlastiti brend pametnih telefona NOA. Iste godine prodala je 80 000 primjeraka postavši vodeći proizvođač pametnih telefona na području tržišta Srednje Europe.
Britanski Deloitte je 2015. poduzeće proglasio drugim najbrže rastućim u Hrvatskoj u području visoke tehnologije, a sljedeće se godine tvrtka našla i na popisu 500 najbrže rastućih tehnoloških tvrtki (Deloitte Technology Fast 500 EMEA) na području Srednje Europe, zauzevši 216. mjesto. Uz Hangar 18, na tom su se popisu našli još samo Rimac Automobili (151. mjesto) i Serengeti (296. mjesto).
Za pametni telefon NOA H10le, europska udruga stranih časopisa za potrošačku elektroniku, video i audio aparate EISA dodijelila je nagradu Best Buy smartphone (Najprodavaniji pametni telefon) 2017. godine.  Time je Hangar 18 postao prva hrvatska tvrtka koja je tu nagradu primila otkad se to priznanje dodjeljuje.